# Tommy Lindholm
Tommy Lindholm, född 3 februari 1947 i Pargas, är en finländsk före detta fotbollsspelare och tränare. Under den aktiva karriären representerade han bland annat TPS Åbo och Beşiktaş. Han spelade även för Finlands landslag där han gjorde 11 mål på 47 landskamper. Efter karriären var han även förbundskapten för det finländska landslaget 1993–1994.
Lindholm blev 1969 utsedd till Årets fotbollsspelare i Finland.

## Meriter
TPS Åbo
- Tipsligan: 1968, 1975